# Oderberge
Die Oderberge, auch Odergebirge bzw. Oderbergland (tschechisch: Oderské vrchy), sind eine Mittelgebirgslandschaft in Tschechien.
Das Bergland befindet sich nordöstlich der Stadt Olmütz und stellt aus geomorphologischer Sicht eine Untereinheit des Niederen Gesenkes dar. Der Fidlův kopec (deutsch Lieselberg) ist mit 680 m die höchste Erhebung, an seinem südöstlichen Hang entspringt die Oder, nach der das Gebirge benannt ist. Der größte Teil der Oderberge einschließlich der früheren Stadt Město Libavá (Liebau) gehört zum Truppenübungsplatz Libavá.
Nach Westen geht das Bergland in die von der March und ihren Zuflüssen gebildete Ebene der Hanna über, hier liegen die Städte Šternberk (Sternberg) und Olomouc (Olmütz). Den südlichen Abschluss bilden das breite Tal der Bečva (Betschwa), die Mährische Pforte und der Weißkirchener Karst bei Hranice na Moravě. Östlich schließt sich bei Odry (deutsch: Odrau) und Fulnek die von der Oder durchflossene Hügellandschaft des Kuhländchens an. Im Norden erfolgt entlang der Städte Šternberk, Moravský Beroun (Bärn), Budišov nad Budišovkou (Bautsch) und Vítkov (Wigstadtl) der Übergang zum Niederen Gesenke.
Bedeutendster Fluss ist die Oder, daneben durchschneidet die Bystřice (Feistritz) das Bergland.